# Anomodon thraustus
Anomodon thraustus är en bladmossart som beskrevs av C. Müller 1898. Anomodon thraustus ingår i släktet baronmossor, och familjen Thuidiaceae. Inga underarter finns listade i Catalogue of Life.